# Lucretia Wilhelmina van Merken
Lucretia Wilhelmina van Merken, gift van Winter, född 21 augusti 1721 i Amsterdam, död 24 oktober 1789 i Leiden, var en nederländsk författare. Hon var barnbarnsbarn till skalden och historieskrivaren Gerard Brandt och gift med författaren Nicolaas Simon van Winter i dennes andra äktenskap.
Hon uppträdde redan som nittonåring med en sekelsång över den nederländska friheten (1740). Hon firades av Betje Wolff som Nederländernas största kvinnliga författare och åtnjöt av sin samtid ett rykte, som åtminstone till en del kan grundas på det verkliga värdet av hennes dikter. Vid 24 års ålder utgav hon sorgespelet Artemines, så nämnd i stället för Artabazanes hos Herodotos efter Madeleine de Scudérys roman Artamène ou le Grand Cyrus, varifrån hon även lånat hjältinnans namn Mandane; dramat påminner, om än i mycket av olika karaktär, om Pierre Corneilles "Rodogune". 
Bland hennes övriga verk märks lärodikten Het wut der tagenspoeden (1762;  andra upplagan 1765), vilken, skriven sedan hon inom loppet av tre år förlorat sin far, mor och enda syster och såsom tröstedikt tillägnad hennes väninna Johanna Muhl, Nicolaas Simon van Winters första maka, länge bibehöll oförminskad popularitet; de rimmade eposen David (1767; ny upplaga 1768, i 12 böcker) och Germanicus (1779, 16 böcker), för vilket hon hyperboliskt prisades som Homeros och Vergilius jämlike, samt en rad sorgespel, till exempel Maria van Bourgondiëu, gravinne van Holland, genom vilka hon "bringade glöd och liv" i den nederländska dramatiken; de utgavs samlade av Nicolaas Simon van Winter i hans "Toneelpoëzy" (1774 och 1786).